# San Pedro Contla
San Pedro Contla är en ort i Mexiko.   Den ligger i kommunen Huaquechula och delstaten Puebla, i den sydöstra delen av landet, 100 km sydost om huvudstaden Mexico City. San Pedro Contla ligger 1 511 meter över havet och antalet invånare är 142.
Terrängen runt San Pedro Contla är kuperad åt nordväst, men åt sydost är den platt. Runt San Pedro Contla är det ganska tätbefolkat, med 75 invånare per kvadratkilometer. Närmaste större samhälle är Hueyapan, 19,6 km nordväst om San Pedro Contla. I omgivningarna runt San Pedro Contla växer huvudsakligen savannskog.